# Henri Meunier
Henri Georges Jean Isidore Meunier (Elsene, 25 juli 1873 – Etterbeek, 8 september 1922) was een Belgische art-nouveau-lithograaf, etser, illustrator, boekbinder en afficheontwerper. Meunier gebruikte een krachtige beeldtaal met volle kleuren en dikke randen, geïnspireerd op Japanse prenten.
Meunier was de zoon van de etser Jean-Baptiste Meunier en neef van de beeldhouwer Constantin Meunier. Hij ontving zijn eerste graveeropleiding in het atelier van zijn vader. Na zijn studie aan de Academie in Elsene begon hij te werken als graficus, afficheontwerper en boekbinder.
Veel van zijn litho's werden gepubliceerd in L'Estampe Moderne, dat in 1897–98 uitgebracht werd als een serie van 24 maandelijkse portfolio's, met elk vier originele litho's voor een prijs van 3 frank en 50 centiemen, gedrukt door F. Champenois te Parijs. Kunstenaars die bijdroegen waren onder meer Louis Rhead, Henri-Gabriel Ibels, Théophile-Alexandre Steinlen, Adolphe-Léon Willette en Eugène Grasset. Op de tentoonstelling van Limoges in 1893 ontving hij een gouden medaille.

## Werken

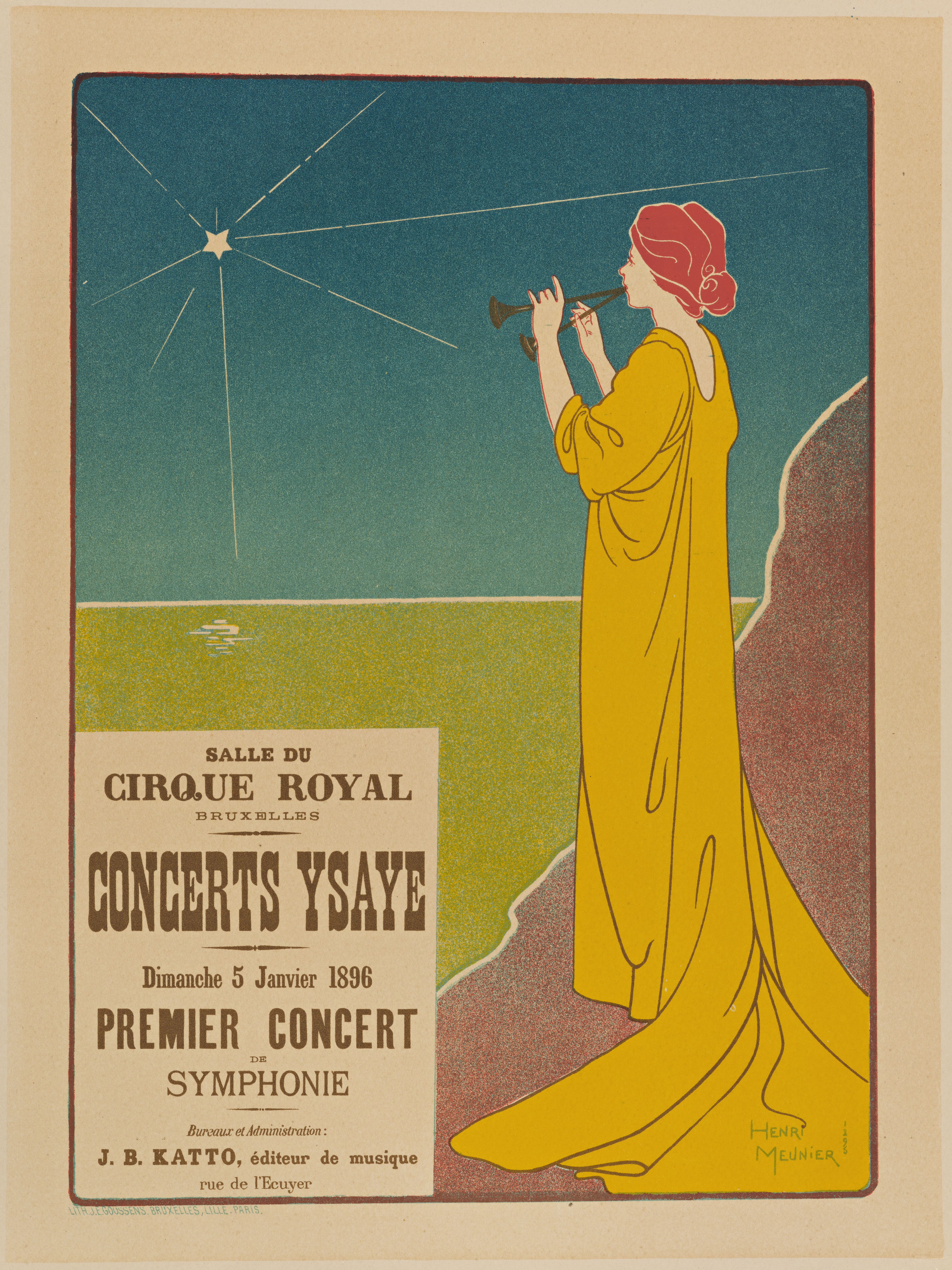
Concerts Ysaye (1895)
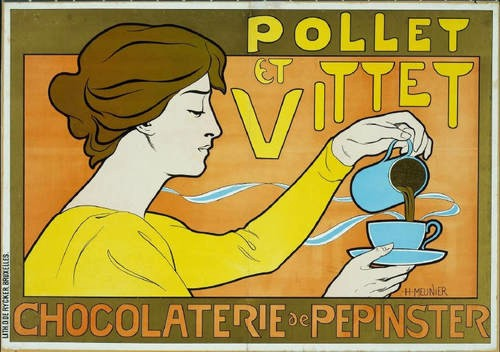
Pollet et Vittet, Chocolaterie de Pepinster (ca. 1896)
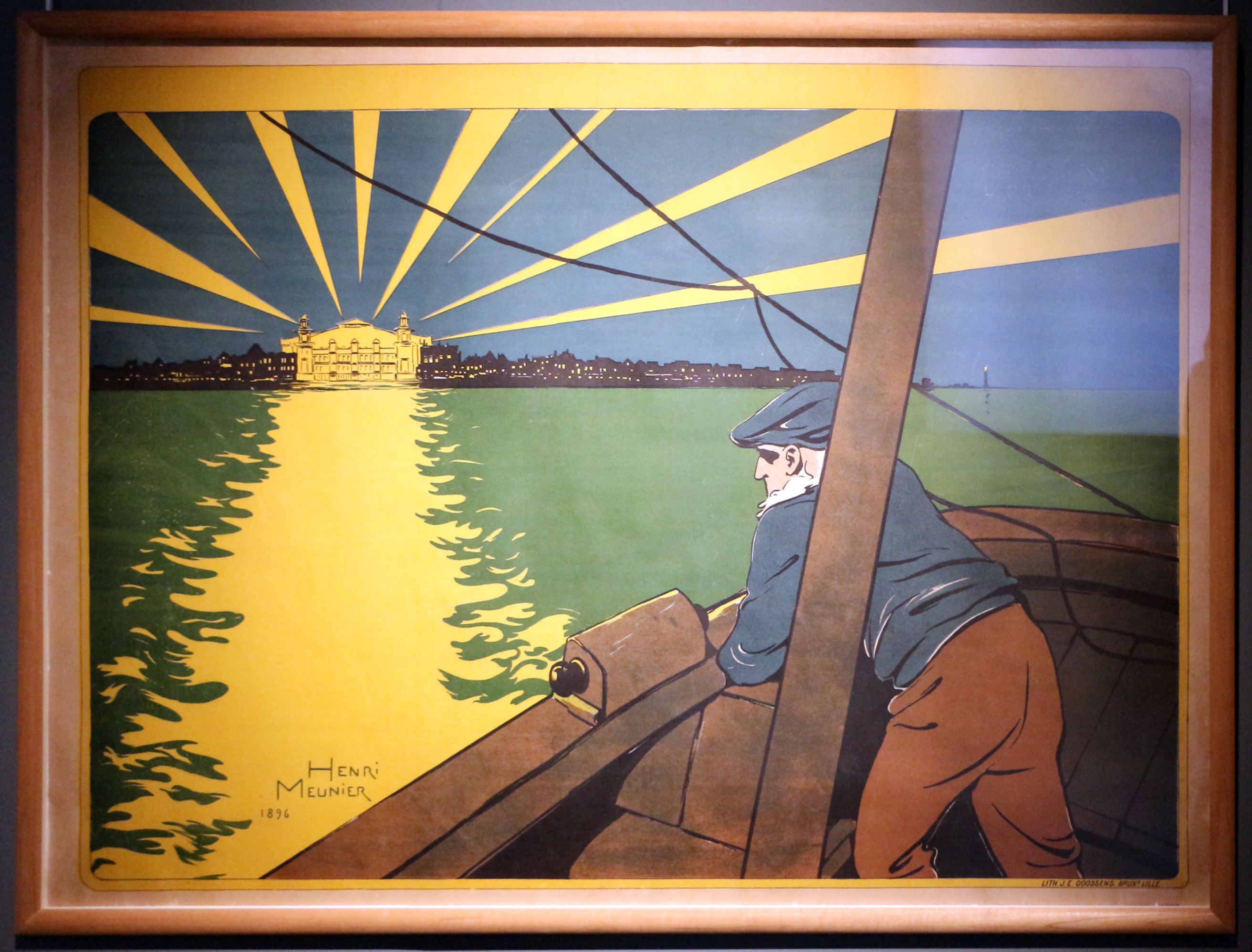
Casino van Blankenberghe (1896)
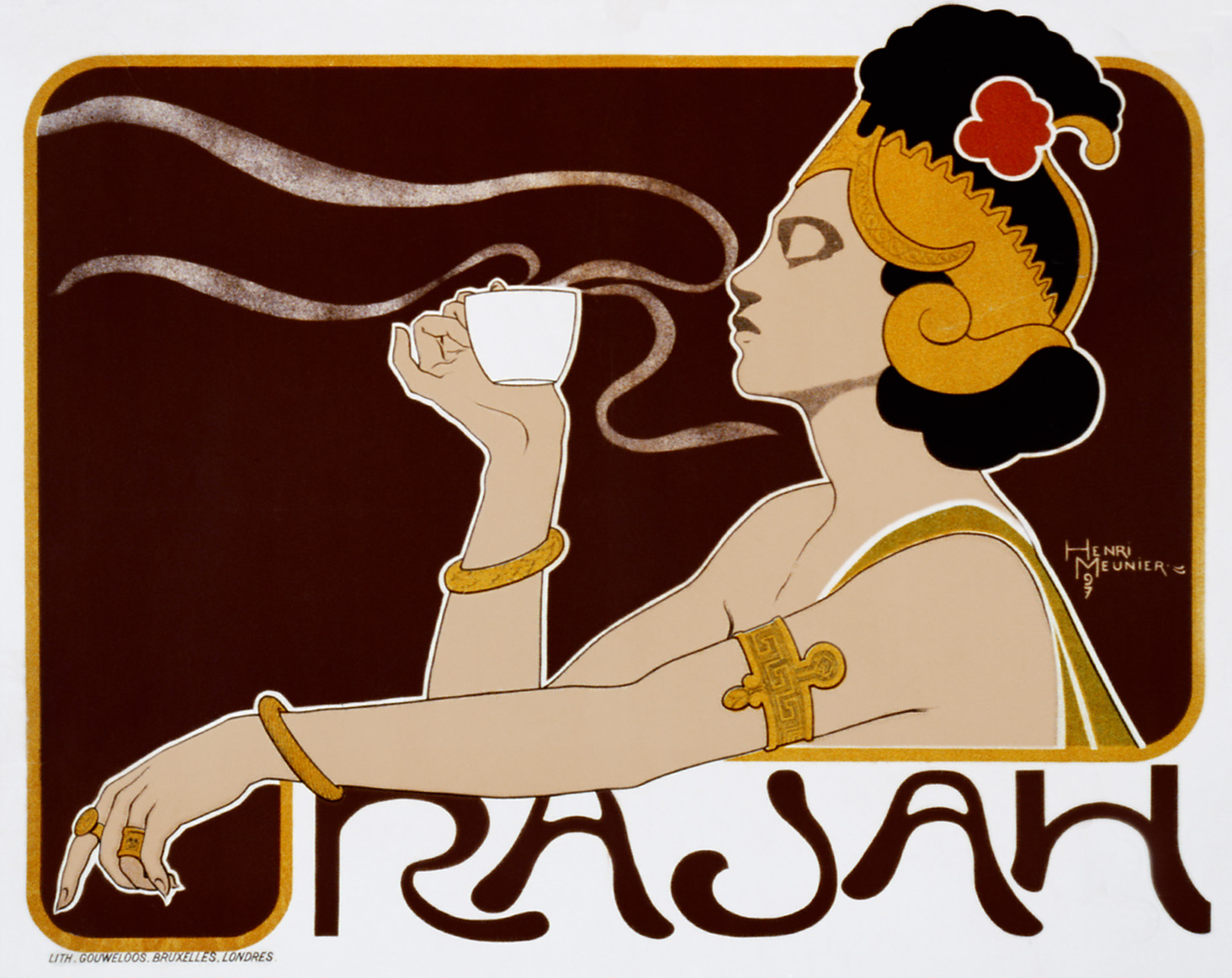
Café Rajah (1897)
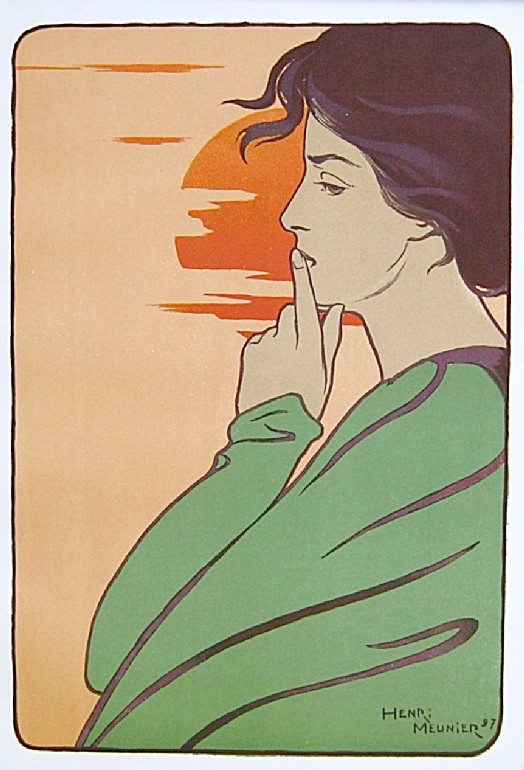
"L'Heure du Silence", (1897)
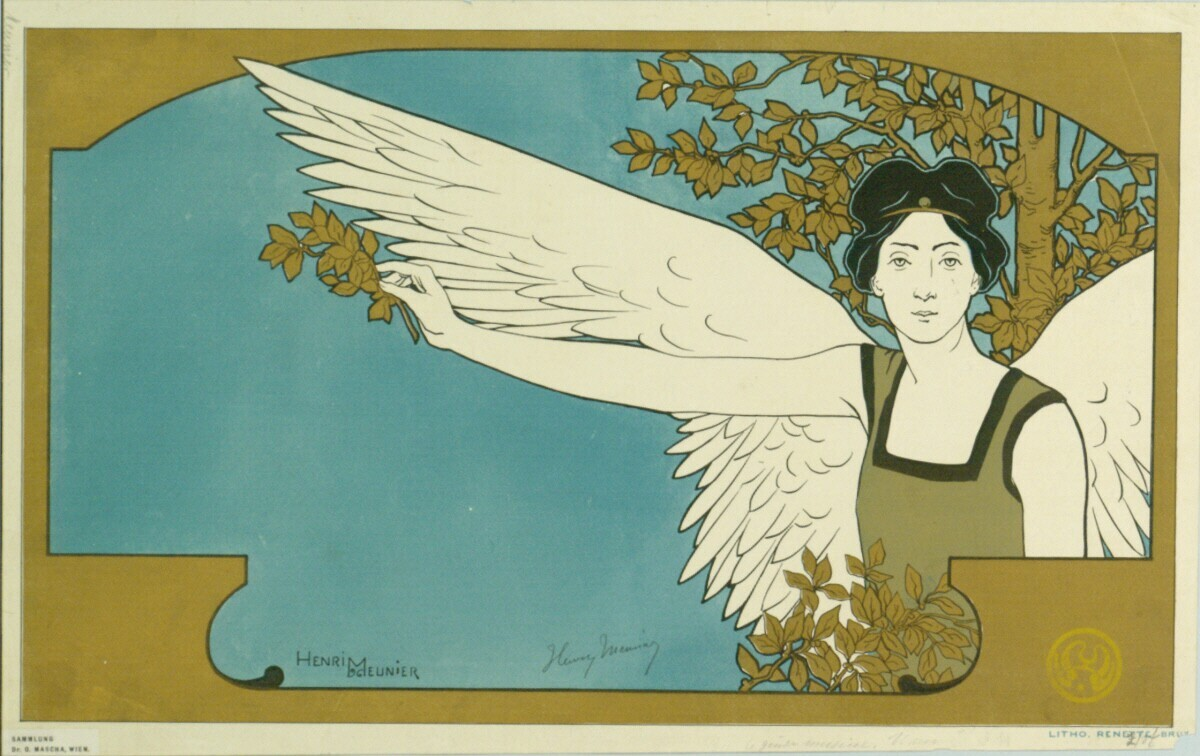
Voorblad van Le Guide musical (1901)